# Motor met water als brandstof

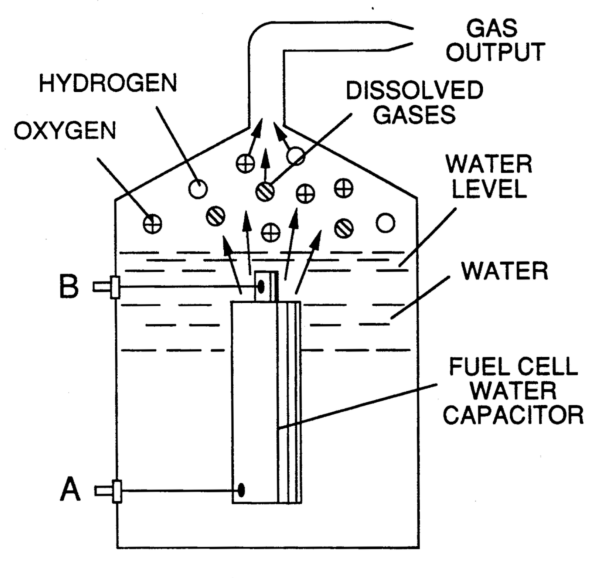
De water fuel cell, als beschreven in Meyers patent

De motor op water is een motor die is ontworpen door Stanley Meyer (Grove City (Ohio), 24 augustus 1940 – Franklin County (Ohio), 21 maart 1998). Hij beweerde dat hierin water kon worden omgezet in waterstof en zuurstof, tegen minder energie dan vrijkomt bij de verbranding van die gassen. Daarmee was deze machine in feite een perpetuum mobile.
Meyers claims over wat hij de water fuel cell (waterbrandstofcel) noemde, werden in 1996 door de rechtbank van Ohio als fraude bestempeld.

## Meyers door water voortgedreven auto
In de video "It Runs on Water" toonde Stanley Meyer een auto die zou rijden op water. Meyer beweerde dat hij een Volkswagenmotor van 1,6 liter kon laten rijden op water in plaats van benzine. Volgens hem zou dit direct ingespoten worden naar de verbrandingskamers van de conventionele motor. Meyer demonstreerde deze wagen aan zijn lokale nieuwszender en beweerde dat hij 83 liter nodig had om van Los Angeles naar New York te reizen.
Geen van zijn claims is ooit door een onafhankelijke partij bevestigd.
De dood van Stanley Meyer wordt door complottheoretici in verband gebracht met de oliemaatschappijen en de Amerikaanse overheid, die beducht zouden zijn voor een apparaat dat het gebruik van olie overbodig maakt en  Belgische investeerders.

## Patenten van Stanley Meyer
- (en)  U.S. Patent 5149407 : Process and apparatus for the production of fuel gas and the enhanced release of thermal energy from such gas
- (en)  U.S. Patent 4936961 : Method for the production of a fuel gas
- (en)  U.S. Patent 4826581 : Controlled process for the production of thermal energy from gases and apparatus useful therefore
- (en)  U.S. Patent 4798661 : Gas generator voltage control circuit
- (en)  U.S. Patent 4613779 : Electrical pulse generator
- (en)  U.S. Patent 4613304 : Gas electrical hydrogen generator
- (en)  U.S. Patent 4465455 : Start-up/shut-down for a hydrogen gas burner
- (en)  U.S. Patent 4421474 : Hydrogen gas burner
- (en)  U.S. Patent 4389981 : Hydrogen gas injector system for internal combustion engine